# 陶布区
陶布区（匈牙利語：Tabi járás），是匈牙利绍莫吉州的一个区，总面积427.24平方公里，总人口12,797人（2011年），人口密度30人/平方公里。中心城市为陶布。

## 市镇
陶布区包含一个城镇和23个村庄。